# 전석영
전석영(全錫泳, 일본어: 松田圭生 마츠다 타마오[*], 1893년 10월 29일 ~ ?)은 일제강점기의 지방 행정가이며, 조선총독부 중추원 참의를 지냈다.

## 생애
본적지는 황해도 은율군 장연면이다. 1910년대 일본 메이지 법률학교를 졸업했으며, 1919년부터 1924년까지 황해도 은율군 장연면장을 역임했다. 1920년 12월 20일 황해도 관선 도평의회원으로 임명되었고, 1921년 4월 28일부터 1925년 2월 17일까지 조선총독부 중추원 참의를 역임했다.
1924년경 국민협회 회원으로 활동했고, 1924년 4월 1일 황해도 민선 도평의회원으로 임명되었다. 1925년 충청북도 괴산군수(1925년 2월 17일 임명), 1927년 충청북도 영동군수(1927년 12월 27일 임명)를 역임했으며, 1932년 11월 8일부터 1942년 3월 31일까지 충청북도 충주군수를 역임했다. 충청북도 충주군수 재직 시절 농촌진흥운동을 독려하는 한편 중일 전쟁 관련 업무 수행에 협력했다. 1936년 충주향교를 중수했다.
1928년 11월 16일 일본 정부로부터 쇼와대례기념장, 1935년 9월 9일 훈6등 서보장을 받았으며, 1939년 9월 23일 훈5등 서보장, 1940년 4월 29일 훈5등 쌍광욱일장을 받았다. 1935년 편찬된 《조선공로자명감》에 총독부가 선정한 조선인 공로자 353명 중 한 명으로 수록되어 있다. 당시 직책은 충주군수였다. 《조선인사흥신록》에 따르면, “십수년 당국의 방침에 순응하여 치적을 올려 직책을 다하여 충성함이 일반인을 뛰어 넘는다. 충주에서의 수완과 才識은 늘 호평으로 시종일관 함. 숭고한 인격은 부하를 독려하고, 주민을 교화하기에 족함”이라고 평가했다.
중일 전쟁이 발발한 후인 1940년에 창씨개명 정책이 공식적으로 실행되었을 때, 전석영도 이름과 성을 일본식으로 바꾼 것이 확인된다. 이때 직책은 조선총독부 군수로 기재되어 있다. 1935년 9월 30일 고등관 3등, 1942년 4월 18일 종4위에 각각 서위되면서 귀족의 준하는 예우를 받았다.
2002년에 발표된 친일파 708인 명단과 2008년에 공개된 민족문제연구소의 친일인명사전 수록예정자 명단 중 중추원 분야에 수록되었으며, 2009년 친일반민족행위진상규명위원회가 발표한 친일반민족행위 705인 명단에도 포함되었다.

## 같이 보기
- 조선총독부 중추원

## 참고자료
- 전석영(全錫泳) - 국사편찬위원회
- 친일반민족행위진상규명위원회 (2009). 〈전석영〉. 《친일반민족행위진상규명 보고서 Ⅳ-15》. 서울. 779~788쪽.